# Аризона Койотис
„Аризона Койотис“ е отбор от НХЛ, основан в Глендейл, Аризона, САЩ. Състезава се в Западната конференция, Тихоокеанска дивизия.

## Факти
Основан: 1972 г. в СХА като „Уинипег Джетс“
Присъединяване към НХЛ: сезон 1979/80
Цветове: тъмночервено, пустинножълто, черно и бяло
Арена:„Джобинг.ком Арена“
Предишна арена: „Глендейл Арена“, „Америка Уест Арена“
Носители на купа Стенли: 0 пъти
Талисман: Койотът Хоулър
Основни „врагове“:: „Анахайм Майти Дъкс“, „Далас Старс“, „Лос Анджелис Кингс“ и „Сан Хосе Шаркс“